# Dorytomus nebulosus
Dorytomus nebulosus är en skalbaggsart som först beskrevs av Leonard Gyllenhaal 1836.  Dorytomus nebulosus ingår i släktet Dorytomus, och familjen vivlar. Arten har ej påträffats i Sverige.